# Upside-down (アルバム)
『Upside-down』（アップサイドダウン）は、チューリップの通算9枚目のアルバム。1978年9月5日発売。

## 解説
前作に比べ落ち着いたアレンジになり、歌の内容も「別れ」というより「失恋」に焦点をあてた曲が多く収録されたアルバム。
一部の楽曲や、同封されている歌詞カードも文字や写真が所々逆さまに印刷されているなど、アルバムのタイトルに合わせた部分が多く存在する。ジャケットは、逆さまにした酒の瓶に、「PILUT（チューリップの逆さ綴り）」とメンバーの顔が印刷されているもの。
また、全ての曲に担当楽器のクレジットがされている。このように、特に吉田の参加頻度が特に下がっていること（B面ではベース演奏をしているのは1曲のみで、他の楽曲は安部か姫野が担当）をあえて示している点などからも、バンド内の不協和音を隠すことができないところまで来ているのが窺える。

## 収録曲
※各楽曲の担当楽器は表記に基づいて記述。
SIDE A
1. 心の糸
  - 作詞／作曲：財津和夫　編曲：チューリップ　ボーカル：財津和夫
  - 突きつけられた失恋に対する恨み節の楽曲。そのため「殺しのテクニック」等の直接的な表現が悲しいメロディと共に登場する。
  - 1987年の財津のソロアルバム『Z氏の悪い趣味』でセルフカバーされた。
  - 財津和夫　acoustic piano,rhose piano,arp,lead vocal
  - 吉田　彰　chorus,wind,hauzy
  - 安部俊幸　lead guitar,side guitar,bass,chorus
  - 上田雅利　drums,percussion,chorus
  - 姫野達也　triangle,chorus
2. 火馬は馬鹿
  - 作詞：財津和夫／作曲：姫野達也　編曲：チューリップ　ボーカル：姫野達也
  - 曲名が回文になっている他、曲中にも「逆さま」に関する歌詞が登場するなど、アルバムタイトルに沿った楽曲。
  - 財津和夫　rhose piano,chorus
  - 吉田　彰　bass,second vocal,wind,hauzy
  - 安部俊幸　lead guitar,second guitar,chorus
  - 上田雅利　drums,chorus
  - 姫野達也　lead vocal,acoustic piano,Hammond,mini-moog
3. 恋のドラキュラ
  - 作詞／作曲：財津和夫　編曲：チューリップ　ボーカル：財津和夫
  - シングル『約束』のカップリング曲。ただし、シングル版とはコーラスパートが異なる等、シンプルなものになっている。
  - 財津和夫　acoustic piano,kusabi arp,lead vocal
  - 吉田　彰　bass,chorus,wind,hauzy
  - 安部俊幸　lead guitar,rhythm guitar,chorus
  - 上田雅利　drums,chorus
  - 姫野達也　acoustic guitar,chorus
4. 私の悪いくせ
  - 作詞／作曲：財津和夫　編曲：チューリップ　ボーカル：財津和夫
  - 財津和夫　rhose piano,strings board,korg,lead vocal
  - 吉田　彰　bass,chorus,wind,hauzy
  - 安部俊幸　lead guitar,rhythm guitar
  - 上田雅利　drums
  - 姫野達也　strings board,catch ball,foot tone
5. 青空
  - 作詞／作曲：財津和夫　編曲：チューリップ　ボーカル：財津和夫
  - 1曲目と同様、失恋の苦しさを「殺してほしい」等の直接的な表現で歌った楽曲。
  - 財津和夫　acoustic piano,korg,flute,acoustic guitar,lead vocal
  - 吉田　彰　bass
  - 安部俊幸　sound pillow
  - 上田雅利　summer holiday,air
  - 姫野達也　acoustic guitar

SIDE B
1. Upside-down
  - 作詞／作曲：財津和夫　編曲：チューリップ　ボーカル：財津和夫
  - ビートルズのサイケデリックさをオマージュした楽曲。タイトル通り、逆さまの世界が歌われる。
  - 財津和夫　flanger rhose,korg,lead vocal
  - 吉田　彰　chorus,wind,hauzy
  - 安部俊幸　lead guitar,bass,chorus
  - 上田雅利　drums,chorus
  - 姫野達也　rhythm guitar,acoustic guitar,chorus
2. あなたへのパスポート
  - 作詞：上田雅利／作曲：安部俊幸　編曲：チューリップ　ボーカル：姫野達也・安部俊幸
  - アルバム『TAKE OFF(離陸)』に収録されていた『見すごしていた愛』のオリジナルバージョンと世界観を共有しており、また、安部と姫野がツインボーカルをとった唯一の楽曲。この年開港したばかりの成田（空港）が歌詞に登場する。
  - 財津和夫　hammond organ,chorus
  - 吉田　彰　chorus,wind,hauzy
  - 安部俊幸　lead vocal,lead guitar,rhythm guitar,conga,chorus
  - 上田雅利　drums,percussion,chorus
  - 姫野達也　lead vocal,rhose piano,arp,bass,chorus
3. 逆回転
  - 作詞／作曲：財津和夫　編曲：チューリップ　ボーカル：財津和夫
  - レコーディング時、イントロと間奏のリードギターを他トラックが入ったマルチテープを逆回転で再生し、音を後から拾って演奏をした楽曲。複雑なコードチェンジが特徴。
  - ライブでは、アコースティックギターで披露されることが多い。
  - 1992年の財津和夫のソロアルバム『CALL』でセルフカバーされた際は、ギターで鈴木康博が参加した。
  - 財津和夫　acoustic guitar,arp,lead vocal
  - 吉田　彰　bass,percussion,wind,hauzy,chorus
  - 安部俊幸　electric guitar,rhythm guitar,chorus
  - 上田雅利　drums,percussion,chorus
  - 姫野達也　electric guitar,acoustic guitar,12 strings acoustic guitar,percussion,chorus
4. intermission
  - 作曲：財津和夫　編曲：チューリップ
  - タイトル通りの楽曲で、Instrumentalである。
  - 財津和夫　acoustic piano,strings board
5. エンゼルになろうとした男
  - 作詞：上田雅利／作曲：安部俊幸　編曲：チューリップ　ボーカル：姫野達也・吉田彰
  - エンゼルとは天使（エンジェル）のことで、失恋がきっかけで命を落とした男のその後をポップに歌い上げており、また、姫野と吉田がツインボーカルをとった唯一の楽曲。
  - 吉田彰はボーカルをとっているが、ベースは演奏していない。
  - 財津和夫　arp,chorus
  - 吉田　彰　second vocal,mini-moog,wind,hauzy,chorus
  - 安部俊幸　lead guitar,bass,R2D2 chorus
  - 上田雅利　drums,chorus
  - 姫野達也　lead vocal,rhythm guitar,mini-moog,chorus
6. 約束
  - 作詞／作曲：財津和夫　編曲：チューリップ　ボーカル：財津和夫
  - シングルカットされた楽曲だが、ストリングス等のミックスが異なる。
  - 楽曲自体の詳細はシングルのページを参照。
  - 財津和夫　lead vocal,acoustic piano,rhose piano,korg
  - 吉田　彰　money change,wind,hauzy
  - 安部俊幸　acoustic guitar,mild six
  - 上田雅利　drums,foot tone
  - 姫野達也　acoustic guitar,electric guitar,bass

## クレジット
SHOO KUSANO – SHINKO PRODUCTIONS
ALL SONGS COMPOSED, ARRANGED & PLAYED BY TULIP
ART DIRECTION – TAKUYA ONO
PHOTOGRAPHY – KENJI TAGUCHI
ENGINNER – TAKESHI ITOH
ASSISTANT – TAMCO YAMAGUCHI, KOUSEI FUJITA
SUPERVISION – SHIRO NISHIDA
DIRECTED BY – KEIICHI YONEDA
MANAGEMENT – SHUNJI UENO
PRODUCED BY KAZUNAGA NITTA
RECORDED AT TOSHIBA – EMI STUDIOS
COVER PHOTOGRAPH COURTESY OF – “GLASS HOPPER AKASAKA”
I dedicate this record to all inverted things